# سیارک ۲۰۶۳۱
سیارک ۲۰۶۳۱ (به انگلیسی: 20631 Stefuller، نامگذاری:1999TW91) بیست هزار و ششصد و سی و یکمین سیارک کشف شده‌است که در ۲ اکتبر ۱۹۹۹ کشف شد.
قدر مطلق سیارک برابر ۱۸.۶ است.